# 托马斯·基弗
托马斯·基弗（英語：Thomas Kiefer，1958年2月25日—），美国男子赛艇运动员。他曾代表美国参加1984年夏季奥林匹克运动会赛艇比赛，获得男子四人单桨有舵手银牌。